# United States Army Military Government in Korea
United States Army Military Government in Korea (USAMGIK) henviser til USAs militære tilstedeværelse i Korea syd for den 38. breddegrad. USAMGIK var den den officielle myndighed for dette område fra 8. september 1945 frem til Republikken Korea blev proklameret den 15. august 1948. Mange af de senere samfundsstrukturer i Sydkorea blev udformet i denne periode.
Landet var i denne periode af ulige årsager hærget af politisk og økonomisk kaos. Eftervirkningene af den Japans besættelse af Koreahalvøen var fortsat mærkbar både i den USA-okkuperede zone i syd og i den sovjetisk-besatte zone nord for den 38. breddegrad.
En anden årsag var folkelige modvilje mod USA, som havde støttet den japanske besættelse af Korea i 1910. Dertil kom, at USA valgte at beholde flere japanske embedsmænd fra den japanske besættelsesmyndighed som rådgivere, personer som blot uger og måneder tidligere havde været centrale i Japans besættelse af Korea. Men USA ignorerede også den lokalt etablerede og anerkendte Folkerepublikken Korea, som allerede i 1946 blev tvunget til opløsning. USA støttede til sidst også FNs plan om frie valg, som til sidst var med til at dele Korea.
Endvidere var USAs militærstyre nærmest uforberedt på den udfordring det var at administrere landet; de ankom uden kundskab til sprog eller den politiske situation.
På denne måde fik mange af militærmyndighedernes tiltag destabiliserende effekt. Oveni kom bølger med flygtninge fra den nordlige sovjetkontrollerede zone, antagelig så mange som 400.000, foruden koreanere som vendte hjem igen efter flere år i eksil.

## Baggrund
Den kortvarige Folkerepublikken Korea blev etableret i august 1945 efter konsultationer med japanske besættelsesmyndigheder og spredte sig hurtigt rundt om i landet. Folkerepublikken blev bandlyst i syd efter, at de første amerikanske soldater kom til landet.
Republikkens leder Yuh Woon-hyung trak sig tilbage og etablerede i stedet Koreas folkeparti. Den amerikanske administration nægtede også at anerkende medlemmer af Koreas eksilregering, som var ledet af Kim Ku, medlemmerne derfra måtte derfor ankomme til Korea som privatpersoner.

## Vigtigste begivenheder
Efter Japans kapitulation til de allierede og afslutningen på 2. verdenskrig, markerede delingen af Koreahalvøen ved den 38. breddegrad i en nordlig sovjetkontrollert zone, og en sydlig USA-kontrolleret zone starten på den sovjet-amerikanske forvaltning af Korea efter krigen. Amerikanske styrker blev sat i land ved Incheon den 8. september 1945 og etablerede en militær myndighed umiddelbart efter. I alt 77.000 amerikanske soldter blev udstationerede i Sydkorea.
De første styrker kom fra 24. korps i tiende armé. Styrkerne blev kommanderet af generalløjtnant John R. Hodge, som også tog kontrol over den militære myndighed i landet. Fire dage før hans ankomst til Korea fortalte Hodge sine officerer, at Korea var "en fjende af USA".
Den 9. september meddelte Hodge under en overgivelsesceremoni, at den japanske besættelsesmyndighed skulle opretholdes, herunder dets personale og den japanske generalguvernør. Dette førte til store protester, og Hodge erstattede generalguvernøren med en amerikaner og fjernede alle japanske administrative ledere, men disse blev straks efter ansatte som rådgivere.
I oktober måtte Hodge se i øjnene, at han havde opinionen imod sig, og han etablerede et koreansk rådgivende organ, Korean Advisory Council. En majoritet af pladserne i organet blev givet til medlemmer af Koreas demokratiske parti, et parti som blev etableret efter amerikansk opfordring og i hovedsagen bestod af store landejere, rige forretningsfolk og tidligere bureaukrater i den japanske kolonimyndighed. Nogen få medlemmer i Folkerepublikken Korea blev tilbudt deltagelse, men nægtede at deltage og kritiserede rådet for samarbejde med den tidligere kolonimagt.
I 1945 blev der foreslået en fælles USA-sovjetisk forvaltning af Korea. I december 1945 blev USA og Sovjetunionen enige om at administrere Korea under en fælles kommission, under vilkår fastlagte ved Moskvakonferencen mellem udenrigsministre. Der var enighed om, at Korea skulle være under fælles forvaltning i fire år, før landet skulle overdrages at styre sig selv. Både USA og Sovjetunionen udpegede egne kandidater til at styre hver sin del af halvøen, kandidater som var lojale over for den respektive besættelsesmagt.
I syd blev der etableret en midlertidig nationalforsamling og en overgangsregering, ledet af henholdsvis Kim Kyu-sik og Syngman Rhee. Valgene blev mødt med demonstrationer, som resulterede i et oprør i efteråret 1946.
USAMGIK forsøgte at underkue de civile protester ved at forbyde streiker den 8. december, Folkerepublikken Korea og alle folkekomiteerne den 12. december 1945. Derefter kom situationen helt ud af kontrol med stadig større protester. En massiv strejke den 12. september 1946 blandt 8.000 jernbanearbejdere i Busan spredte sig hurtigt til andre byer. Den 1. oktober forsøgte politiet at kontrollere oprørere i Daegu, men dræbte i tumulterne tre oprørske studenter og skadede mange andre, hvilket resulterede i et modangreb, som førte til, at 38 politimænd blev dræbt. I Yeongcheon blev en politistation angrebet af 10.000 mennesker den 3. oktober, og 40 politimænd og en ordfører blev dræbt. Andre angreb førte også til drab, deriblandt på 20 rige jordejere og pro-japanske bureaukrater. Militæradministrationen svarede med undtagelsestilstand. Der blev skudt direkte ind i de demonstrerende folkemasser, og et ukendt antal demonstranter blev dræbt.

## Uddannelse
En af de første beslutninger taget af USAMGIK var at åbne skolerne i november 1945. Der blev ikke gjort specielle forandringer i uddannelsessystemet, som var det samme som under den japanske besættelse. Her, som på andre områder, bevarede militærstyret den organisering, som de japanske kolonimyndigheder havde etableret.
Militærstyret lagde imidlertid grundlaget for reformer, som blev gennemført under den første republik (1948–1960). I 1946 blev et rådgivende organ på 100 koreanske skolefolk samlet for at lægge planer for det framtidige skolevæsen.

## Politik
Selv om militærmyndighederne var fjendtligt indstillede til den politiske venstrefløj fra starten, blev der med tiden tolereret aktiviteter fra politiske grupper på venstrefløjen, således Koreas kommunistiske parti.
Myndighederne forsøgte at få etableret en balance mellem højre og venstre og opfordrede til moderation. Som oftest førte dette til vrede hos betydelige lokale ledere som hos højrefløjens Syngman Rhee.
Militærmyndighederne lagde restriktioner på og forbød til sidst folkelige organisationer som koreanere foretrak frem for militærstyret, så som Folkerepublikken Korea.

## Inter-koreanske relationer
Ved delingen af Korea i 1945 var det meste af Koreas industri samlet nord for den 38. breddegrad, mens syd var domineret af landbrug. Kraftledninger og skibsruter blev opretholdt, men var ustabile. Den nordlige del af Korea kunne med lethed svække den sydlige del ved at afskære strømforsyningerne eller forsyninger af kunstgødning, og det blev også gjort.

## Økonomi
Økonomien i den sydlige del af Korea var på denne tid i en dårlig forfatning, selv om man fik gennemført de første reformer for ny vækst. Blandt de mest omfattende problemer i denne periode var forfalskninger.

## Opløsning
Efter den forfatningsmæssige forsamling og præsidentvalget i henholdsvis maj og juli 1948 blev Republikken Korea officielt proklameret den 15. august 1948. Amerikanske tropper trak sig endelig tilbage i 1949.